# Джэксон (тауншип, Нью-Джерси)
Джэксон (англ. Jackson) — тауншип в округе Ошен, штат Нью-Джерси, США. Согласно переписи 2020 года, население составляет 58 544 человека. Часть тауншипа находится в пределах Пайн-Барренса.

## История
Джэксон был зарегистрирован в качестве тауншипа Легислатурой Нью-Джерси 6 марта 1844 года. Он назван в честь президента Эндрю Джексона. Часть тауншипа была присоединена к Пламстеду 11 марта 1845 года. В 1850 году Джэксон стал частью созданного округа Ошен.

## География
По данным Бюро переписи населения США, тауншип имеет общую площадь в 260,43 км2. Из них 256,86 км2 приходятся на сушу, а 3,57 км2 — на воду. Джэксон является крупнейшим населённым пунктом в округе Ошен по площади.
Тауншип граничит с Лейквудом, Манчестером, Пламстедом, Томс-Ривером, Фрихолдом, Хауэллом, Милстоном и Аппер-Фрихолдом.

## Население
| Год переписи | Нас.  |  | %±     |
| --- | ----- |  | ------ |
| 1850 | 1333  |  | —      |
| 1860 | 1606  |  | 20,5%  |
| 1870 | 1755  |  | 9,3%   |
| 1880 | 1803  |  | 2,7%   |
| 1890 | 1717  |  | −4,8%  |
| 1900 | 1595  |  | −7,1%  |
| 1910 | 1325  |  | −16,9% |
| 1920 | 1268  |  | −4,3%  |
| 1930 | 1719  |  | 35,6%  |
| 1940 | 2153  |  | 25,2%  |
| 1950 | 3513  |  | 63,2%  |
| 1960 | 5939  |  | 69,1%  |
| 1970 | 18276 |  | 207,7% |
| 1980 | 25644 |  | 40,3%  |
| 1990 | 33233 |  | 29,6%  |
| 2000 | 42816 |  | 28,8%  |
| 2010 | 54856 |  | 28,1%  |
| 2020 | 58544 |  | 6,7%   |
| 1850–2020 — перепись населения. Источники: 1850–2000 1850–1920 1850–1870 1850 1870 1880–1890 1890–1910 1910–1930 1900–1990 2000 2010 2020 |       |  |        |

## СМИ
Asbury Park Press и WOBM-FM ежедневно освещает новости тауншипа.

## Дороги и магистрали
По состоянию на май 2010 года в Джэксоне было в общей сложности 502,74 км дорог.
Через тауншип проходят такие дороги, как CR 526, CR 527, CR 528, CR 537, CR 539, CR 547 и CR 571.